# Charly-sur-Marne
Charly-sur-Marne település Franciaországban, Aisne megyében. Lakosainak száma 2584 fő (2022. január 1.). Charly-sur-Marne Coupru, Crouttes-sur-Marne, Domptin, Essômes-sur-Marne, Nogent-l’Artaud, Pavant, Romeny-sur-Marne, Saulchery, Villiers-Saint-Denis, Citry, Bassevelle és Bussières községekkel határos.

## Népesség
A település népességének változása:
| Lakosok száma | 1974 | 2395 | 2475 | 2706 | 2644 | 2657 | 2617 | 2585 | 2585 | 2584 |
|               | 1968 | 1982 | 1990 | 2006 | 2013 | 2015 | 2017 | 2019 | 2020 | 2022 |